# LG G3 스크린
LG G3 스크린(LG G3 Screen)은 LG전자에서 만든 LG G3의 파생 모델이다. LG G3보다 화면이 0.4 인치 커지고, 램 용량이 줄고 광대역 LTE-A를 적용하게 되었다. LG전자 최초로 자체 개발 AP 뉴클런을 적용하였다. 카메라는 레이저 오토포커스와 듀얼플래시를 지원한다.

## 특수 기능

### 레이저 오토 포커스
레이저를 이용해서 사진의 초점을 빠르게 잡는 기능이다. 야간 촬영 시 피사체의 위치를 찾기 어려울 때 유용하다.

## 운영 체제 / 소프트웨어

### 안드로이드 4.4.2 킷캣
G3 스크린은 4.4.2 킷캣을 기본 탑재하였다.

### 안드로이드 5.0.2 롤리팝
G3 스크린은 롤리팝으로 2015년 4월 7일 업데이트되었다. 기존 4.4.2 킷캣과 크게 변한 점은 없지만 UI가 개선되고 스마트 락 기능을 지원하고 절전 모드 기능이 변경되었다.

## 변형 기종

### LG L5000 (LG-F590)
2016년 4월, 자급제용으로 출시된 기종으로 G3 스크린과 거의 모든 점이 동일하다. 변화된 부분은 5.1 롤리팝을 기본 탑재했고 배터리 커버의 헤어라인이 삭제되었다.

## 색상
- 블랙
- 화이트

## 같이 보기
- LG G3
- LG G3 비트
- LG G3 A
- LG G3 Cat.6
- LG Gx2